# Ivanka Matić
Pour les articles homonymes, voir Matić.
Ivanka Matić, née le 29 mai 1979 à Vlasenica (République serbe de Bosnie, Bosnie-Herzégovine), est une joueuse serbe de basket-ball.

## Biographie
En février 2016, elle rejoint Tarbes en Ligue 2, club avec lequel elle avait déjà disputé l'Euroligue 2010-2011 avec 11,6 points et 5,9 rebonds de moyenne. Elle avait alors quitté la Bigorre pour Galatasaray, puis la saison suivante la Roumanie au CSM Târgoviste, toujours en Euroligue. Elle revient à l’Étoile Rouge de Belgrade puis rejoint Namur en février 2015 en tant que joker médical où elle joue une douzaine de rencontres avec 9,2 points et 5 rebonds de moyenne.
Elle inscrit 22 points et 12 rebonds en finale de Ligue 2.

## Clubs
| Saisons    | Équipe                            | Pays     |
| 1998-2003  | ŽKK Partizan Belgrade             | Serbie   |
| 2003-2004  | Étoile rouge de Belgrade          | Serbie   |
| 2004-2005  | USO Mondeville                    | France   |
| 2005-2006  | ASPTT Aix-en-Provence             | France   |
| 2006-2007  | Spartak Moscou                    | Russie   |
| 2007-2008  | Perfurmerías Avenida Salamanque   | Espagne  |
| 2008-2009  | USK Prague                        | Tchéquie |
| 2009-2010  | Étoile rouge de Belgrade          | Serbie   |
| 2009-2010  | Challes-les-Eaux Basket           | France   |
| 2010-2011  | Tarbes Gespe Bigorre              | France   |
| 2011-2012  | Galatasaray SK İstanbul           | Turquie  |
| 2012-2013  | Club Sportiv Municipal Târgovişte | Roumanie |
| 2013-2014  | Galatasaray SK İstanbul           | Turquie  |
| 2014- 2015 | Namur                             | Belgique |
| 2015-2016  | Tarbes Gespe Bigorre              | France   |

## Palmarès
Palmarès en club
- Vainqueur de l'Euroligue en 2007 avec Spartak Moscou
- Championne de République Tchèque en 2009 avec Prague
- Championne de Russie en 2007 avec Spartak Moscou
- Coupe de Roumanie 2013[7]
- Championne Ligue 2 en 2016[5]